# 聖豪爾赫島
聖豪爾赫島是太平洋所羅門群島的島嶼，位於聖伊莎貝爾島南端，由伊莎貝爾省管轄，面積184平方公里，是所羅門群島第二大島嶼。聖豪爾赫島上有少於1,000名居民，他們住在島上4個村落。
8°27′S 159°35′E / 8.450°S 159.583°E